# Charly Musonda
Charly Junior Musonda (Bruselas, 15 de octubre de 1996) es un exfutbolista belga que jugaba como delantero y cuyo último equipo fue el Anorthosis Famagusta de Chipre.
Es hijo de padres zambianos, y su padre, Charles, también fue futbolista.

## Trayectoria
Defendió al Chelsea en la Liga Juvenil de la UEFA 2013-14, disputó 2 partidos y quedaron eliminados en cuartos de final por el Schalke 04. Ya en la temporada siguiente, jugó la Liga Juvenil de la UEFA 2014-15, disputó 7 partidos, anotó 3 goles y llegaron a la final contra el Shakhtar Donetsk que ganaron 3-2.
Debutó en el primer equipo del Chelsea el 2 de junio de 2015, en un amistoso contra el Sydney Football Club, entró en el minuto 82 por Dominic Solanke y ganaron 1-0.
El 28 de enero de 2016, se conoció el interés del Real Betis Balompié, por los servicios de Charly, y fue cedido al club español para seis meses.
El 7 de febrero, debutó con el equipo hispalense, jugó como titular contra el Valencia y ganaron 1-0. Charly estuvo los 90 minutos en el campo. En su segundo partido vuelve a ser titular contra el Deportivo marcando el gol del empate a 1. Fue uno de los jugadores más importantes del equipo dirigido por Juan Merino que logró la permanencia en Primera.
En su primera temporada con rodaje como profesional, disputó 16 partidos y anotó un gol. Finalizaron La Liga en décima posición.
El 22 de junio de 2016 fue cedido nuevamente al Betis, por parte del Chelsea, por una temporada más.
Debido a que no tuvo mucha participación en España, rescindió el préstamo, volvió a Chelsea el 1 de enero de 2017 y terminó cedido al Celtic de Glasgow.
El 31 de agosto de 2018 fue enviado a préstamo al S. B. V. Vitesse de la Eredivisie neerlandesa, Su préstamo fue extendido en la temporada 2019-20. donde una grave lesión de rodilla le apartó de jugar toda la temporada. La temporada siguiente, cuando parecía que todo iba a mejor, se volvió a lesionar gravemente después de solo tres partidos disputados.
En junio de 2022 quedó libre al expirar su contrato con el conjunto londinense. Entonces volvió a España, incorporándose a finales de julio al Levante U. D. para realizar un periodo de prueba. Este lo superó y el 16 de agosto firmó hasta 2024. En su primera campaña disputó 20 partidos y el 1 de septiembre de 2023 llegó a un acuerdo para su desvinculación. Antes de acabar ese mes fichó por el Anorthosis Famagusta.
A inicios de julio de 2025 anunció su retiro del fútbol a los 28 años.

## Selección nacional
Ha sido internacional con la selección de Bélgica en las categorías sub-15, sub-16, sub-17, sub-19 y sub-21.
Charly jugó su primer torneo oficial en el año 2013, el 23 de octubre en la fase de clasificación al Europeo Sub-17, se enfrentaron a Lituania y ganaron 2 a 0. Luego se enfrentaron a Letonia y ganaron 5 a 0. Cerraron la primera fase contra Países Bajos, Musonda anotó un gol pero perdieron 2 a 1, se enfrentó a jugadores como Jaïro Riedewald y Riechedly Bazoer. Fue titular en los 3 partidos y clasificaron a la ronda élite, en segundo lugar del grupo.
En la segunda fase de clasificación, quedaron emparejados con Francia, España y Croacia.
El 21 de marzo de 2013 jugaron contra Francia, que tenían a Kingsley Coman, Moussa Dembélé y Maxwel Cornet como figuras, los galos se impusieron 4 a 1. Dos días después, se enfrentaron a España pero fueron derrotados 2 a 1. Finalmente, se midieron ante Croacia y empataron 1 a 1. Charly jugó como titular los 2 primeros encuentros y tuvo minutos desde el banco de suplentes en el restante. Bélgica no clasificó a la fase final del Europeo sub-17.

### Participaciones en categorías inferiores
| Competición                                                               | Sede     | Resultado    | Partidos | Goles | Asistencias |
| ------------------------------------------------------------------------- | -------- | ------------ | -------- | ----- | ----------- |
| Fase de clasificación para el Campeonato de Europa Sub-17 de la UEFA 2013 | Bélgica  | Clasificó    | 3        | 1     | 1           |
| Ronda Élite para el Campeonato de Europa Sub-17 de la UEFA 2013           | Croacia  | No clasificó | 3        | 0     | 0           |
| Ronda Élite para el Campeonato de Europa Sub-19 de la UEFA 2014           | Portugal | No clasificó | 3        | 2     | 2           |
| Clasificación para la Eurocopa Sub-21 de 2017                             | Europa   | No clasificó | 8        | 0     | 2           |

## Estadísticas

### Clubes
Actualizado al final de su carrera.
| Club                            | Div.          | Temporada     | Liga  | Liga  | Copas nacionales | Copas nacionales | Torneos internacionales | Torneos internacionales | Total | Total |
| Club                            | Div.          | Temporada     | Part. | Goles | Part.            | Goles            | Part.                   | Goles                   | Part. | Goles |
| ------------------------------- | ------------- | ------------- | ----- | ----- | ---------------- | ---------------- | ----------------------- | ----------------------- | ----- | ----- |
| Real Betis Balompié · España    | 1.ª           | 2015-16       | 16    | 1     | 0                | 0                | —                       | —                       | 16    | 1     |
| Real Betis Balompié · España    | 1.ª           | 2016-17       | 8     | 0     | 0                | 0                | —                       | —                       | 8     | 0     |
| Real Betis Balompié · España    | Total club    | Total club    | 24    | 1     | 0                | 0                | 0                       | 0                       | 24    | 1     |
| Chelsea F. C. Inglaterra        | 1.ª           | 2017-18       | 3     | 0     | 4                | 1                | 0                       | 0                       | 7     | 1     |
| Chelsea F. C. Inglaterra        | Total club    | Total club    | 3     | 0     | 4                | 1                | 0                       | 0                       | 7     | 1     |
| Celtic F. C. Escocia            | 1.ª           | 2017-18       | 4     | 0     | 2                | 0                | 2                       | 0                       | 8     | 0     |
| Celtic F. C. Escocia            | Total club    | Total club    | 4     | 0     | 2                | 0                | 2                       | 0                       | 8     | 0     |
| S. B. V. Vitesse · Países Bajos | 1.ª           | 2018-19       | 1     | 0     | 0                | 0                | —                       | —                       | 1     | 0     |
| S. B. V. Vitesse · Países Bajos | 1.ª           | 2019-20       | 3     | 0     | 0                | 0                | —                       | —                       | 3     | 0     |
| S. B. V. Vitesse · Países Bajos | Total club    | Total club    | 4     | 0     | 0                | 0                | 0                       | 0                       | 4     | 0     |
| Levante U. D. · España          | 2.ª           | 2022-23       | 18    | 0     | 2                | 0                | —                       | —                       | 20    | 0     |
| Levante U. D. · España          | Total club    | Total club    | 18    | 0     | 2                | 0                | 0                       | 0                       | 20    | 0     |
| Anorthosis Famagusta Chipre     | 1.ª           | 2023-24       | 10    | 0     | 1                | 0                | —                       | —                       | 11    | 0     |
| Anorthosis Famagusta Chipre     | Total club    | Total club    | 10    | 0     | 1                | 0                | 0                       | 0                       | 11    | 0     |
| Total carrera                   | Total carrera | Total carrera | 63    | 1     | 9                | 1                | 2                       | 0                       | 74    | 2     |

### Selecciones
Actualizado al 6 de septiembre de 2016.
Último partido citado: Bélgica 2 - 1 República Checa
| Sub-15 · Bélgica | 2010/11       | -  | - | - | - | 9  | 0 | 9  | 0  |
| Sub-15 · Bélgica | Total sel.    | -  | - | - | - | 9  | 0 | 9  | 0  |
| Sub-16 · Bélgica | 2011/12       | -  | - | - | - | 9  | 5 | 9  | 5  |
| Sub-16 · Bélgica | Total sel.    | -  | - | - | - | 9  | 5 | 9  | 5  |
| Sub-17 · Bélgica | 2012/13       | 6  | 1 | - | - | 8  | 1 | 14 | 2  |
| Sub-17 · Bélgica | Total sel.    | 6  | 1 | - | - | 8  | 1 | 14 | 2  |
| Sub-19 · Bélgica | 2013/14       | 3  | 2 | - | - | 4  | 1 | 7  | 3  |
| Sub-19 · Bélgica | Total sel.    | 3  | 2 | - | - | 4  | 1 | 7  | 3  |
| Sub-21 · Bélgica | 2014/15       | 1  | 0 | - | - | 2  | 1 | 3  | 1  |
| Sub-21 · Bélgica | 2015/16       | 5  | 0 | - | - | 0  | 0 | 5  | 0  |
| Sub-21 · Bélgica | 2016/17       | 2  | 0 | - | - | 0  | 0 | 2  | 0  |
| Sub-21 · Bélgica | Total sel.    | 10 | 0 | - | - | 2  | 1 | 10 | 1  |
| Total carrera | Total carrera | 17 | 3 | - | - | 32 | 8 | 49 | 11 |
| (1)Incluidos los datos del Campeonato de Europa Sub-17 de la UEFA (2013), Campeonato de Europa Sub-19 de la UEFA (2014) y Eurocopa Sub-21 (2017) |               |    |   |   |   |    |   |    |    |

## Palmarés

### Títulos nacionales
| Título                          | Club                 | País       | Año     |
| ------------------------------- | -------------------- | ---------- | ------- |
| Professional Development League | Chelsea F. C. sub-23 | Inglaterra | 2013    |
| Scottish Premiership            | Celtic F. C.         | Escocia    | 2017-18 |
| Copa de Escocia                 | Celtic F. C.         | Escocia    | 2017-18 |

### Títulos internacionales
| Título                  | Club          | País  | Año  |
| ----------------------- | ------------- | ----- | ---- |
| Liga Juvenil de la UEFA | Chelsea F. C. | Suiza | 2015 |